# All the Boys Love Mandy Lane
All the Boys Love Mandy Lane è un film slasher del 2006 diretto da Jonathan Levine ed interpretato da Amber Heard, Michael Welch, Whitney Able e Anson Mount.
Completato originariamente nel 2006, il film è stato presentato in anteprima in numerosi festival cinematografici nel 2006 e 2007, tra cui il Toronto International Film Festival, il Sitges Film Festival, il South by Southwest e il London FrightFest Film Festival. È stato distribuito nei cinema del Regno Unito il 15 febbraio 2008. All the Boys Love Mandy Lane ha ricevuto recensioni contrastanti dalla critica, con alcuni che hanno liquidato il film come "finto e compromesso", e altri che hanno lodato la sua estetica "grindhouse" e lo hanno paragonato ai primi lavori di Terrence Malick e Tobe Hooper.
Nonostante la sua attenzione internazionale, il film è rimasto inedito negli Stati Uniti per oltre sette anni dopo il suo completamento; ciò è dovuto a complicazioni con il suo distributore, Senator Entertainment, che è andato in bancarotta poco dopo aver acquistato il film dalla The Weinstein Company. L'8 marzo 2013, è stato annunciato che la The Weinstein Company aveva riacquistato i diritti di distribuzione del film nelle sale cinematografiche negli Stati Uniti. Il film è diventato disponibile tramite video on demand nel settembre 2013, ed è stato distribuito in versione limitata l'11 ottobre 2013, attraverso un contratto congiunto tra la Senator Entertainment e l'etichetta sussidiaria della Weinstein, Radius-TWC.

## Trama
In una scuola superiore del Texas, Dylan invita la bella Mandy Lane ad una festa in piscina a casa sua. La ragazza accetta a patto che il suo migliore amico Emmet possa accompagnarla. Alla festa, Dylan fa il prepotente ed umilia Emmet, il quale per vendicarsi convince Dylan ubriaco a saltare in piscina dal tetto di casa con lo scopo di fare colpo su Mandy. Dylan salta dal tetto e muore fracassandosi la testa contro il bordo della piscina.
Nove mesi dopo, Mandy ha troncato l'amicizia con Emmet ed ha stretto amicizia con molti di quelli che erano amici di Dylan. Red organizza una festa per il fine settimana nel remoto ranch di suo padre ed invita, oltre che a Mandy, Chloe, Bird, Jake e Marlin. All'arrivo, il gruppo fa la conoscenza di Garth, il bracciante del ranch.
Quella notte, Jake viene deriso dagli altri per le misure del suo pene. Offeso il ragazzo lascia la casa e si precipita in un vicino fienile, dove è raggiunto da Marlin che gli fa una fellatio. Marlin vorrebbe poi fare sesso col ragazzo ma lui si rifiuta e se ne va via. Dopo che è rimasta sola, la ragazza viene aggredita e messa fuori combattimento da un aggressore misterioso che le fracassa la mascella con la canna di un fucile. 
Podo dopo che Jake rientra nella casa, le luci si spengono. Mentre Bird esce di casa per controllare il generatore, Jake tenta senza successo di corteggiare Mandy. Poi Jake prende un fucile e il camioncino di Red e parte alla volta del laghetto per andare a fare una nuotata notturna. In riva al lago trova Marlin e appena si accorge che è gravemente ferita, Jake viene aggredito da Emmet che lo uccide sparandogli in testa. Emmet poi finisce Marlin rompendole il collo con il calcio del fucile.
Avendo udito lo sparo Chloe si preoccupa per Jake e decide di andare fuori a cercarlo. Sulla porta trova però Garth il quale, avendo anch'egli sentito lo sparo, intende vederci chiaro su quanto sta accadendo nella casa. L'uomo suggerisce ai ragazzi di smetterla di bere e di restare lì tranquilli ad aspettare il mattino. 
Emmet torna al ranch con il camioncino di Red e vedendo il resto del gruppo sotto il portico spara contro di loro dei fuochi d'artificio. Furioso, Bird si mette ad inseguire il camioncino convinto che alla guida ci sia Jake. Emmet affronta Bird e lo attacca, ferendolo agli occhi con un coltello e poi pugnalandolo a morte. Garth torna alla casa intenzionato a telefonare al padre di Red ma Mandy riesce a convincerlo a non farlo e a restare con loro per il resto della notte.
Al mattino, mentre il gruppo esce dalla porta principale, Emmet spara e ferisce Garth ad una spalla. Mentre Mandy si prende cura di lui, Red e Chloe fuggono passando per la porta sul retro e cercano di raggiungere l'auto di Chloe. Lungo il tragitto I due trovano i corpi di Jake e Marlin che Emmet ha legato ad uno steccato di filo spinato. Raggiunta l’auto, Red e Chloe si baciano e in quel preciso istante Emmet spara a Red uccidendolo. Chloe fugge inseguita dal ragazzo.
Nella baracca di Garth, Mandy recupera le chiavi della sua jeep e trova il coltello insanguinato che Emmet ha usato per uccidere Bird. Vedendo Chloe correre nella sua direzione, Mandy si ferma ad aspettarla e dopo averla abbracciata la uccide pugnalandola allo stomaco. Viene quindi rivelato che Mandy è in combutta con Emmet. Mentre Chloe muore dissanguata, Mandy ed Emmet discutono del patto suicida che avevano pianificato. Mandy rivela al ragazzo di non essere intenzionata a suicidarsi ed Emmett si infuria per questo.  Garth giunge sul posto e spara al ragazzo con il suo fucile, spingendo così Emmet a pugnalarlo più volte. Emmet poi insegue Mandy nei campi, dove cadono in un fosso pieno di carcasse di bestiame. Mandy afferra un tronco e colpisce ripetutamente Emmet finché non lo uccide. La ragazza poi torna da Garth e insieme a lui si allontana dal ranch.

## Produzione

### Sviluppo
Il film era stato inizialmente concepito nel 2003 quando lo scrittore Jacob Forman, il produttore Chad Feehan e lo scenografo Tom Hammock erano tutti studenti dell'American Film Institute. "In realtà l'ho iniziato come tesi all'AFI", ha detto Feehan a Twitch Film. "Lo scrittore, Jacob Forman e lo scenografo Tom Hammock ed io abbiamo fatto la nostra tesi insieme all'AFI. Abbiamo iniziato a lavorarci nel 2003, poi ci siamo laureati e l'abbiamo finanziato e siamo stati in grado di assumere i nostri amici con cui ci siamo laureati per realizzare il film. È stato ovviamente un bel viaggio dal 2003 al 2006 quando l'abbiamo venduto alla Weinstein Company, e dopo è stato piuttosto difficile."

## Distribuzione
All the Boys Love Mandy Lane è stato presentato in anteprima il 10 settembre 2006 al 2006 Toronto International Film Festival, seguito da proiezioni al Sitges Film Festival, al South by Southwest, al London FrightFest Film Festival, all'IFI Horrorthon e al French Cinemathèque.

### Edizioni home video
All the Boys Love Mandy Lane è stato distribuito in Blu-ray e DVD nel Regno Unito il 21 luglio 2008 dalla Optimum Home Entertainment. Venne distribuito in NordAmerica su Blu-ray e DVD il 3 dicembre 2013 dalla Anchor Bay Entertainment.

## Riconoscimenti
- 2008 - Golden Trailer Awards[10]
  - Nomination Miglior Horror